# Freya Van den Bossche
Freya Van den Bossche (Gand, 26 marzo 1975) è una politica belga fiamminga, membro del Partito Socialista Differente (sp.a) e attuale parlamentare fiammingo. Ha ricoperto incarichi di governo come ministro fiammingo e federale.

## Biografia

### Formazione
È figlia dell'ex ministro Luc Van den Bossche (1947) e della regista Lieve Bracke (1947). Van den Bossche ha compiuto il ciclo dell'istruzione secondaria al Koninklijk Atheneum Voskenslaan a Gand. È laureata in giurisprudenza (1995) e in scienze della comunicazione (1999) (entrambe all'Università di Gand).

### Ministro federale
È stata rapidamente promossa è inserita nella lista del Partito Socialista Differente nelle Fiandre orientali per il Parlamento federale nel 2003, attirando 105.000 voti. Il 12 luglio 2003 è stata nominata Ministro, divenendo il più giovane della storia del Belgio all'età di 28 anni come Ministro dell'ambiente, dei consumatori e dello sviluppo sostenibile nel governo Verhofstadt II. Nel luglio 2004 è diventata responsabile per il lavoro e gli affari dei consumatori. Dopo le dimissioni di Johan Vande Lanotte nell'ottobre 2005 è stata nuovamente nominata, questa volta come vice-primo ministro e ministro del bilancio e dei consumatori. Ha perso questo incarico nel 2008 quando il governo è caduto.
In un recente sondaggio è stata classificata come il settimo politico più popolare in Belgio. Un giornale spagnolo l'ha inclusa in un sondaggio su Internet delle più belle donne al mondo.
La rivista Time ha scritto su di lei:
Nel momento in cui è candidata al parlamento nazionale come candidata del Partito Socialista fiammingo (SP.A) nel 2003, la legge richiedeva che entrambi i sessi venissero rappresentati nelle prime tre posizioni di ogni lista di partito - quindi il suo nome fu messo in votazione in posizione senza novizio maschile di cui avrebbe goduto. Parte della sua popolarità, bisogna dirlo, ha a che fare con i suoi brillanti occhi azzurri e la voce gutturale. Van den Bossche appare regolarmente nelle liste dei "belgi sexi". "Alcune persone credono che io sia qui per il mio aspetto o per le leggi sulla parità", dice lei. "Il mio compito è di metterli in errore, forse questi fattori hanno aiutato, ma spero che tra quattro anni le persone parleranno delle mie politiche".

### Vita privata
Van den Bossche ha due figlie, Ariane (nata nel 1999) e Billie (nata il 30 giugno 2005), e un figlio, Moses (nato il 29 novembre 2009). Il 29 dicembre 2006, Van den Bossche ha sposato Dennis Van de Weghe di Gand, uno dei suoi ex colleghi di gabinetto. Il matrimonio non durò a lungo, con la coppia che si è separata poco dopo.